# Канал Везель — Даттельн
Кана́л Ве́зель — Да́ттельн (нім. Wesel-Datteln-Kanal (WDK)) — канал в Німеччині, в федеральній землі Північна Рейн-Вестфалія.
Сполучає річку Рейн біля міста Везель і Канал Дортмунд — Емс, біля міста Даттельн.
Будівництво каналу почалося в 1915 році. Проте будівництво затягнулось і канал було відкрито в 1930 році. Водний шлях було прорито паралельно руслу річки Липпе.

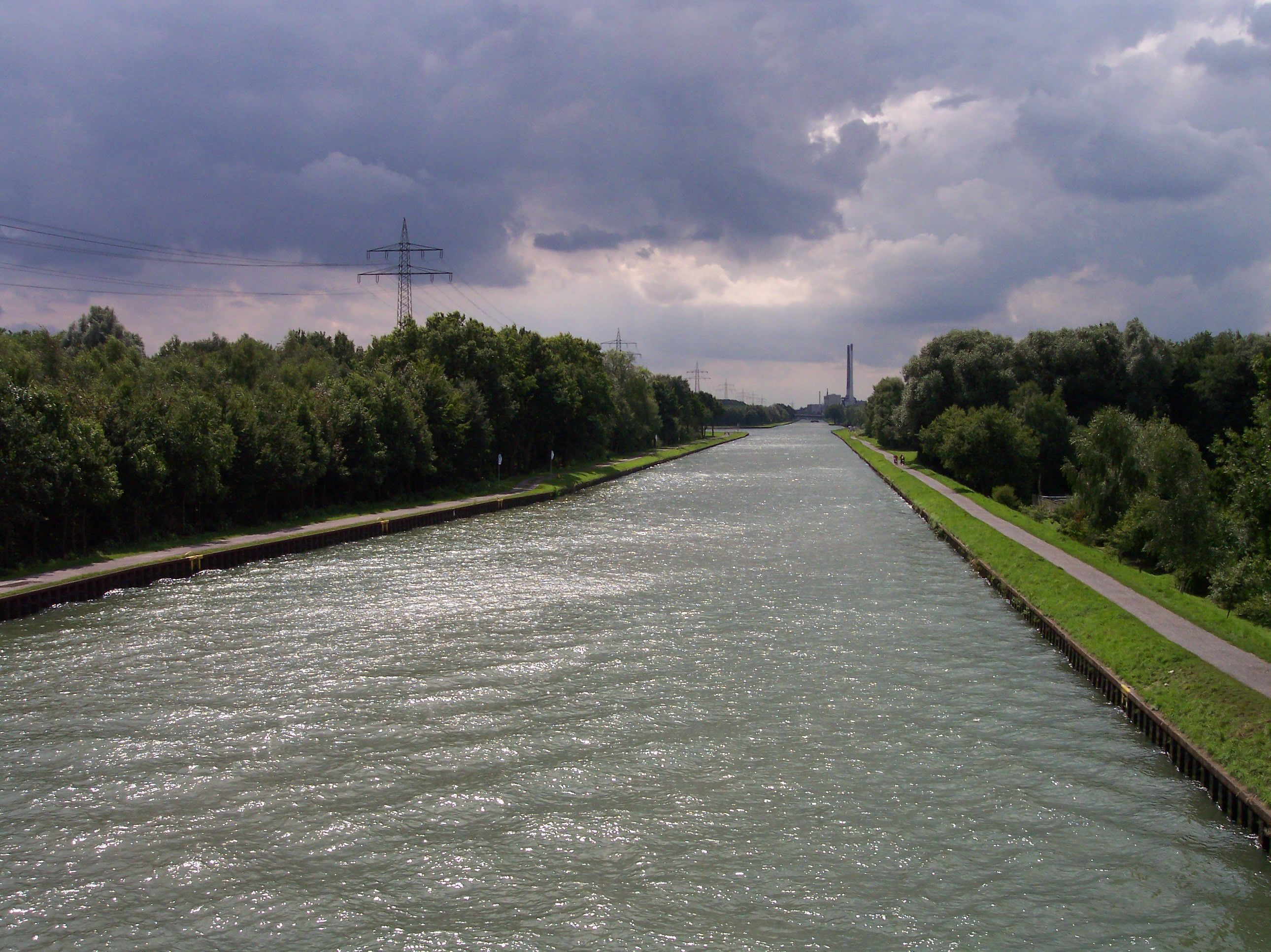

Довжина каналу складає 60 км. Канал має перепад висот між входом і гирлом близько 41 метра. Канал обслуговується шістьмома шлюзами біля населених пунктів:
- Фьорде
- Хюнксе
- Дорстен
- Хальтерн-ам-Зее
- Даттельн-Азен
- Даттельн

Спочатку кожеш шлюз мав камеру розмірами 225 на 12 метрів. До 1953 року пропускна здатність шлюзів каналу була повністю вибрана. В 1970 році на каналі було виведено другу чергу шлюзів, камери яких мали розміри 110 на 12 метрів. 
На каналі розташовані декілька важливих портів, які розташовані в місті Марль.